# Sant Pere de Torelló
Sant Pere de Torelló ist eine Gemeinde der Autonomen Gemeinschaft Katalonien. Sie liegt in der Comarca Osona und der Provinz Barcelona.

## Geschichte
Im September 2012 beschloss der Gemeinderat einstimmig, die Unabhängigkeit vom spanischen Staat als „freies katalanisches Gebiet“ zu erklären und die Generalitat de Catalunya aufzufordern, innerhalb von zwei Monaten die Unabhängigkeit Kataloniens auszurufen.

## Söhne und Töchter der Gemeinde
- Peter Verdaguer y Prat (1835–1911), Apostolischer Vikar von Brownsville